# دایتینگ
دایتینگ (به آلمانی: Daiting) یک شهر در آلمان است که در دناو-ریس واقع شده‌است.